# You Love Her Coz She's Dead
 (février 2021).
You Love Her, anciennement You Love Her Coz She's Dead, est un groupe britannique electro, dance-punk, screamo, formé en 2007 à Bath. En 2008, ils ont été invités à faire partie de la compilation Kitsuné GILDAS & MASAYA - »Paris«, avec leur chanson Wizards.
Le projet a signé sur le label français Kitsuné en duo en 2008. Leur premier single, "Wizards", est apparu sur la compilation Gildas & Masaya – Paris du label en mai 2008. "Superheroes" a été inclus sur Kitsuné Maison Compilation 6 en octobre 2008. Leur premier EP, Inner City Angst, est sorti en novembre 2008.
En 2009, ils commencent à se faire connaitre grâce à la chanson Superheroes, présente dans l'épisode 7 de la saison 3 de la série dramatique britannique Skins.
Le premier album éponyme du groupe est sorti en août 2011, sur le label indépendant Glasstone Records, avec deux singles de l'album sortis avant la compilation en studio.
En avril 2012, le groupe a publié une déclaration via Facebook selon laquelle Elle avait quitté le duo.
En 2021, Jay a annoncé qu'il travaillerait sur du nouveau matériel pour le projet. Le single « Culture Test » est sorti le 18 août 2021.
Le nom du groupe a été changé pour « You Love Her » le 24 mai 2022.
Prix et nominations
Ils ont remporté le « award for Best Electronica Act » aux Indy Awards de 2008.